# モンタルチーノ
モンタルチーノ (伊: Montalcino) は、イタリア共和国トスカーナ州シエーナ県にある、人口約5,600人の基礎自治体（コムーネ）。
ブルネッロ・ディ・モンタルチーノというワインで有名。
2017年1月1日、サン・ジョヴァンニ・ダッソを編入した。

## 名称
この町の名はラテン語に由来し、かつてこの地域を覆っていたさまざまな種類のオークから採られている。すなわち、mons (山) と ilex （トキワガシ）からの造語であり、「トキワガシの山」を意味する。  

## 地理

### 位置・広がり
シエナ県南部に位置するコムーネで、その領域はおおむね四角形状である。西と南はグロッセート県と接している。ピエンツァから西へ約16km、県都シエーナから南南東へ約32km、グロッセートから北東へ約45km、ペルージャから西へ約73km、州都フィレンツェから南南東へ約82kmの距離にある。

### 隣接コムーネ
隣接するコムーネは以下の通り。括弧内のGRはグロッセート県所属を示す。
- 北 - ブオンコンヴェント、アシャーノ
- 北東 - トレクアンダ
- 東 - サン・クイーリコ・ドルチャ、ピエンツァ
- 南東 - カスティリオーネ・ドルチャ
- 南 - カステル・デル・ピアーノ （GR）
- 南西 - チニジャーノ （GR）
- 西 - チヴィテッラ・パガーニコ （GR）
- 北西 - ムルロ

### 気候分類・地震分類
モンタルチーノにおけるイタリアの気候分類 (it) および度日は、zona E, 2308 GGである。
また、イタリアの地震リスク階級 (it) では、zona 3 (sismicità bassa) に分類される。

### 主要な集落
モンタルチーノの本村（人口約2000人）は、コムーネのほぼ中央部（やや北東寄り）に位置する。街の高所からは、アッソやオンブローネ、アルビア谷など、オリーブ園やブドウ畑、畑や村が点在するトスカーナ地方の雄大な眺めを見ることができる。また、丘の麓にはブドウ園やオリーブ園が広がっている。
コムーネ北東部にトッレニエリ（Torrenieri、約1200人）、南東部にカステルヌオーヴォ・デッラバーテ（Castelnuovo dell'Abate、約200人）、南部にサンタンジェロ・イン・コッレ（Sant'angelo In Colle、約150人）やスタツィオーネ・サンタンジェロ＝チニジャーノ（Stazione Sant'angelo-cinigiano、約200人）の集落がある。
- モンタルチーノ
- トッレニエリ
- カステルヌオーヴォ・デッラバーテ
- カステルヌオーヴォ・デッラバーテから

## 歴史
モンタルチーノが位置する丘は、おそらくはエトルリア時代には人々が定住していた。史料で初めてこの町が現れるのは814年のことである。この文書からは、9世紀にこの地に教会があり、付近のサンタンティモ修道院 (Abbey of Sant'Antimo) の修道僧たちと関連があったことが示唆されている。街の人口は10世紀半ば、付近のロゼッレ (Rusellae) の街（現在はグロッセートの分離集落）から逃れてきた人々が移り住んだことによって急増した。
中世にこの町は皮革生産で知られており、高級な革から靴やその他の革製品を製造していた。時代が流れるにつれ、モンタルチーノを含めた高台の町々は経済的に衰退していく。トスカーナの多くの街がそうであるように、モンタルチーノは長い平和の時代を経験し、ささやかな繁栄を謳歌した。しかしながら、こうした繁栄はしばしば動乱によって中断した。中世後期、ローマとフランスとを結ぶ古い街道「ヴィア・フランチジェナ」 (Via Francigena) 沿いのこの街は、かなりの重要性を持った独立したコムーネであった。しかし、やがてより大きく野心的なシエーナ共和国の支配下に組み込まれていく。
1260年のモンタペルティの戦い (Battle of Montaperti) 以後、モンタルチーノはシエーナの衛星都市となったが、シエーナが巻き込まれたさまざまな抗争（とくに15～16世紀にはシエーナとフィレンツェの抗争）の巻き添えを受けることとなった。また、北部・中部イタリアの都市と同様、教皇派と皇帝派の争いにも巻き込まれた。
1555年、シエーナ共和国はメディチ家のフィレンツェ共和国によって征服される。モンタルチーノでは4年間にわたって強い抵抗が行われるが、最終的にはフィレンツェの膝下に屈した。その後、トスカーナ大公国が1861年にイタリア王国に編入されるまで、この町はフィレンツェの支配下に置かれた。

## 産業・経済

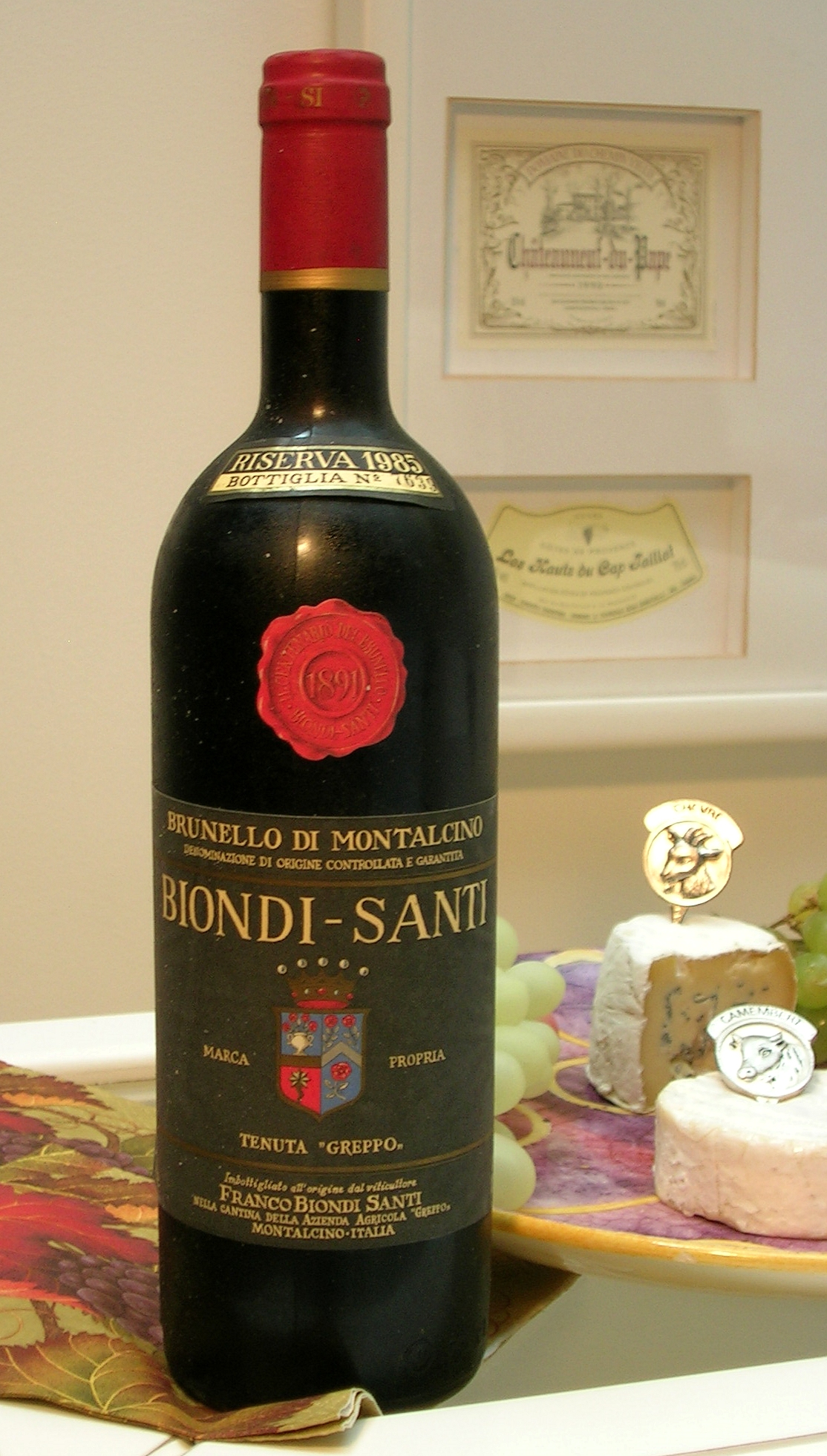
ブルネッロ・ディ・モンタルチーノ

モンタルチーノでは、著名なワイン「ブルネッロ・ディ・モンタルチーノ」の生産によって経済は成長している。このワインは、コムーネで栽培されるsangiovese grosso種のブドウから生産される。ワイン生産者の数は1960年代には11であったが、今日では200以上に増加しており、年間33万ケースの「ブルネッロ・ディ・モンタルチーノ」が出荷されている。「ブルネッロ・ディ・モンタルチーノ」は、保証つき統制原産地呼称（DOCG）の指定を受けた最初のワインであった。
ブルネッロ・ディ・モンタルチーノは5年間の熟成を要するが、これに加えて6年を要するリゼルヴァワイン、sangiovese grossoでつくられ1年寝かせた「ロッソ・ディ・モンタルチーノ」（Rosso di Montalcino, DOC）、そのほかさまざまなトスカーナ・ワインが生産されている。

## 文化・観光
- サンタンティモ修道院(Abbazia di Sant'Antimo)